# Victoria Vergara
Victoria Vergara (1941), es una mezzosoprano chilena.

## Vida
Estudió en la Academy of Vocal Arts de Filadelfia y en la Juilliard School de Nueva York. Es madre de la cantante chilena Andrea Tessa.
Su papel preferido es el principal de Carmen, que ha interpretado junto a Plácido Domingo, pero también ha interpretado a Amneris, en la ópera Aida con Pavarotti en Viena, Dulcinea con Samuel Ramey en el New York City Opera, Beatriz en Cristóbal Colón de Leonardo Balada y Magdalena en Rigoletto con Pavarotti, por nombrar algunos.
En 1983, Victoria Vergara representó el papel de Magdalena en el film Rigoletto, una coproducción franco-italiana, producida por Jean Pierre Ponelle, con la participación de la Orquesta Filarmónica de Viena, dirigida por Richard Chailly. En el film participa el barítono sueco Ingvar Wixell como Rigoletto, la soprano Edita Gruberova como Gilda, el tenor Luciano Pavarotti como el Duque de Mantua, Fedora Barbieri como Giovanna y Ferruccio Furlanetto como Sparafucile.